# كياثونيات
الكياثونيات أو السراخس الشجرية (الاسم العلمي: Cyatheales) هي رتبة من النبات تتبع طائفة السراخس من شعبة حقيقيات الأوراق.

## فصائل
- الكياثونية

## الرتيبات
رتيبات هذه الرتبة:
- كود سباركل
- تحديث القائمة

فصيلة:كياثونية 
اسم علمي: Cyatheaceae